# 자메이카의 국장

자메이카의 국장

자메이카의 국장은 영국의 식민지 시대였던 1661년에 제정되었다.
국장 가운데에 그려져 있는 은색 방패 가운데에는 빨간색 십자가 그려져 있으며 십자가 안에는 다섯 개의 파인애플이 그려져 있다. 방패 위쪽에는 초록색 악어가 그려져 있다.
방패 왼쪽에는 머리에 빨간색 털가죽으로 만든 머리띠를 두르고 빨간색과 노란색 두 가지 색의 깃털로 만든 치마를 입은 채로 한 손에 과일 바구니를 든 채로 서 있는 아라와크족 여자가 그려져 있으며 오른쪽에는 머리에 깃 장식을 하고 빨간색과 노란색 두 가지 색의 깃털로 만든 치마를 입은 채로 한 손에 활을 든 채로 서 있는 아라와크족 남자가 그려져 있다.
방패 아래쪽에 있는 리본에는 자메이카의 나라 표어인 "다수로부터 하나의 국민에게"("Out of Many, One People")가 영어로 쓰여져 있다.

## 역대 국장

자메이카의 국장 (1875년 ~ 1906년)
자메이카의 국장 (1906년 ~ 1957년 4월 8일)
자메이카의 국장 (1957년 4월 8일 ~ 1962년 7월 13일)
자메이카의 국장 (1962년 7월 13일 ~ 1962년 8월 6일)